# 木内舞留
木内 舞留（きうち まる、2002年〈平成14年〉1月3日 - ）は、日本のタレント、ファッションモデル、女優である。東京都出身。エイジアプロモーション所属。

## 略歴
日本人の父とロシア人の母の間に生まれ、10歳のときにTBSテレビのドラマ『もう一度君に、プロポーズ』の撮影を見学した際、事務所のマネージャーにスカウトされて芸能界入りした。
2016年8月に「ミスセブンティーン2016」に選ばれる。
2018年4月、研音からエイジアプロモーションに移籍した。
2020年2月29日発売の『Seventeen』（集英社）2020年4月号以てSeventeen専属モデルを卒業。

## 人物
- 趣味は絵を描くことと手芸。
- 特技は英語と空手。
- 2014年時点で夢中になっているものはスケートボード[7]。

## 出演

### テレビドラマ
- お兄ちゃん、ガチャ（2015年1月11日 - 2015年3月29日、日本テレビ） - 蛇崩ナツコ 役[8]
- DOCTORS3 〜最強の名医〜（2015年2月19日、テレビ朝日） - 中村安菜 役
- 過保護のカホコ 第7話（2017年8月23日、日本テレビ）  - 富田イトの悪友 役
- 面白南極料理人 第8話（2019年3月3日、テレビ大阪） - 川田隊員 役
- 魔進戦隊キラメイジャー 第15話（2020年7月19日、テレビ朝日） - リカコ 役[9]
- OTHELLO（2022年7月25日 - 10月10日、朝日放送テレビ） - 柳沼沙紀 役
- その着せ替え人形は恋をする（2024年10月9日 - 12月11日、毎日放送）-八尋大空役

### ネットドラマ
- 白雪とオオカミくんには騙されない（2019年1月13日 - 3月31日、AbemaTV）
- 葵い夏（2019年4月16日 - 2019年4月26日、Twitter）- リナ 役

### バラエティ
- ポケモンスマッシュ!（2012年10月7日 - 2013年9月29日、テレビ東京）
- おはスタ（2016年4月6日 - 2017年9月29日、テレビ東京）
  - ゲスト出演（2020年9月30日[注 1]）
- ワイドナショー（2019年 不定期、フジテレビ） - ワイドナ現役高校生
- めざましテレビ（2020年4月3日 – 2024年3月29日 不定期、フジテレビ）  - イマドキガール
- 中居正広の金曜日のスマイルたちへ（2023年8月4日、TBSテレビ）  - 再現VTR・ホラン千秋 役[10]

### 教育番組
- なりきり!むーにゃん生きもの学園 パイロット版（2014年8月9日、2014年11月22日、NHK Eテレ） - まるちゃん 役
- なりきり!むーにゃん生きもの学園 レギュラー版（2015年4月4日 - 2023年3月25日、NHK Eテレ） - まるちゃん 役
- ボキャブライダーSP（2019年8月27日、NHK Eテレ）

### Web番組
- ニュース女子（2019年1月21日 – 不定期、DHCテレビ）
- #渋谷オルガン坂生徒会（2019年 – 不定期、DHCテレビ）

### ラジオ
- イマドキッ（2019年5月23日 - 、MBSラジオ）

### 映画
- シャンティ デイズ 365日、幸せな呼吸（2014年10月25日公開） - KUMIの幼少期 役
- 映画 妖怪ウォッチ 空飛ぶクジラとダブル世界の大冒険だニャン!（2016年12月17日公開）
- ライアー×ライアー（2021年2月19日公開） - 深田先輩 役
- 交換ウソ日記（2023年7月7日、松竹） - 沙耶 役[11][12]

### CM・広告
- 東京ディズニーリゾート 春キャン（2019年）[13]
- 日本マクドナルド
  - マックシェイク ヨーグルト味「冷んやりヨーグルチュー」篇[14]
  - マックシェイク×マウントレーニア カフェラッテ味『限定コラボでリフレッチュー!!』篇[15]
- コーセーコスメポート フォーチュン 「発色の魔法」篇（2020年）
- PayPay 「お年玉をペイペイでもらおう」篇（2021年）

### 雑誌
- なかよし（講談社、2014年 - 2016年12月号） - 専属モデル
- Seventeen（集英社、2016年10月号 - 2020年4月号） - 専属モデル